# Lúky v Trlenskej doline
Lúky v Trlenskej doline este o arie protejată (arie specială de conservare — SAC, sit de importanță comunitară — SCI) din Slovacia întinsă pe o suprafață de 25,35 ha, integral pe uscat.

## Localizare
Centrul sitului Lúky v Trlenskej doline este situat la coordonatele 49°01′25″N 19°16′06″E / 49.023569°N 19.268374°E.

## Înființare
Situl Lúky v Trlenskej doline a fost declarat sit de importanță comunitară în decembrie 2021.

## Biodiversitate
Situată în ecoregiunea alpină, aria protejată conține 1 habitat natural: Fânețe de joasă altitudine (Alopecurus pratensis, Sanguisorba officinalis).
La baza desemnării sitului se află o specie protejată de  plante: Campanula serrata.